# اوستالگی

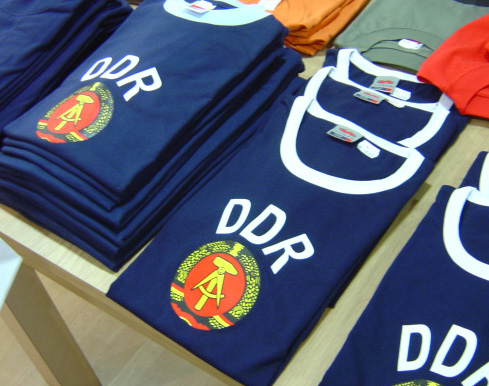
تی شرت آلمان شرقی، برای فروش در برلین در سال ۲۰۰۴

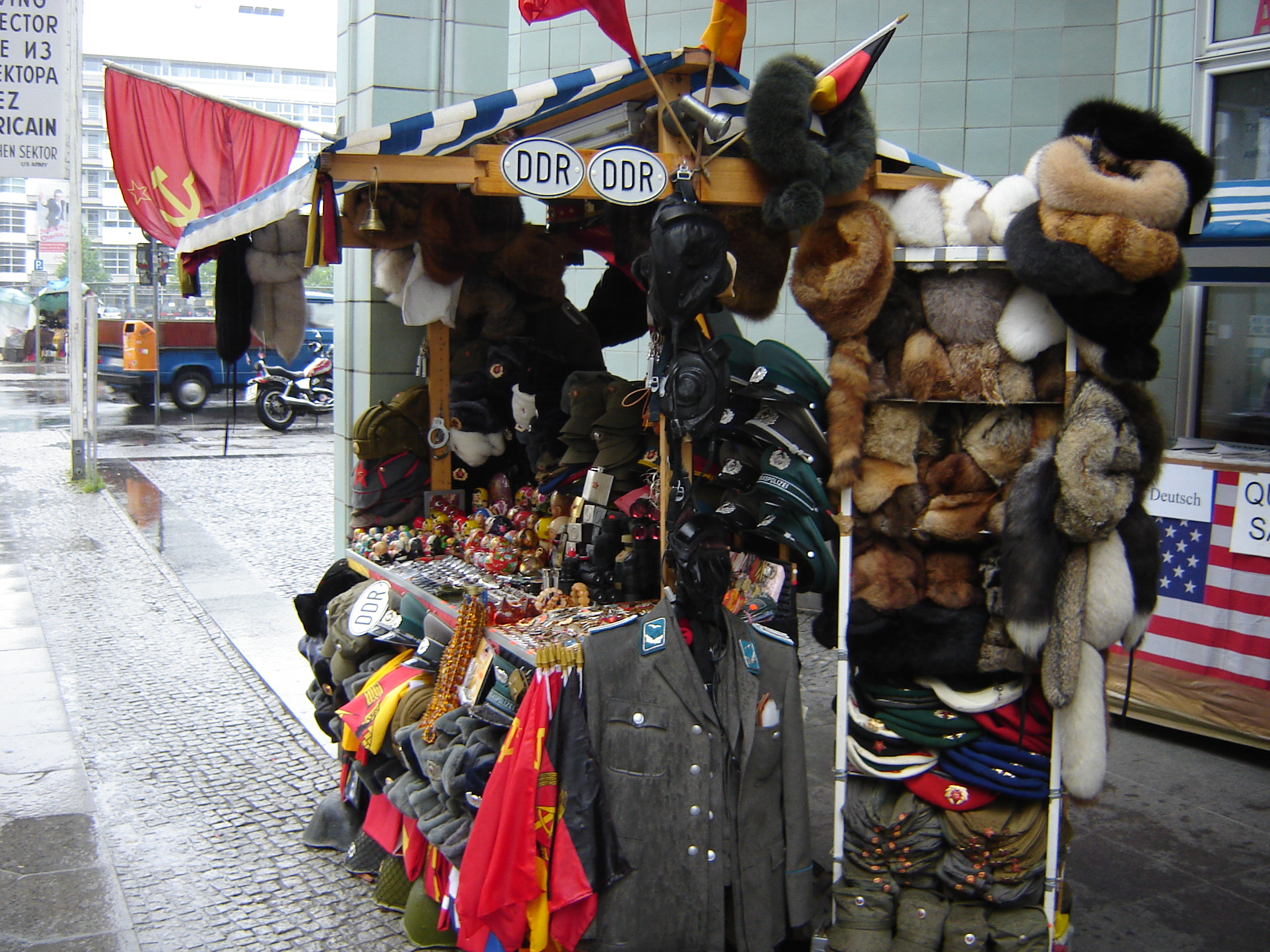
یادگاری فروشی شوروی و آلمان شرقی در برلین در سال ۲۰۰۶

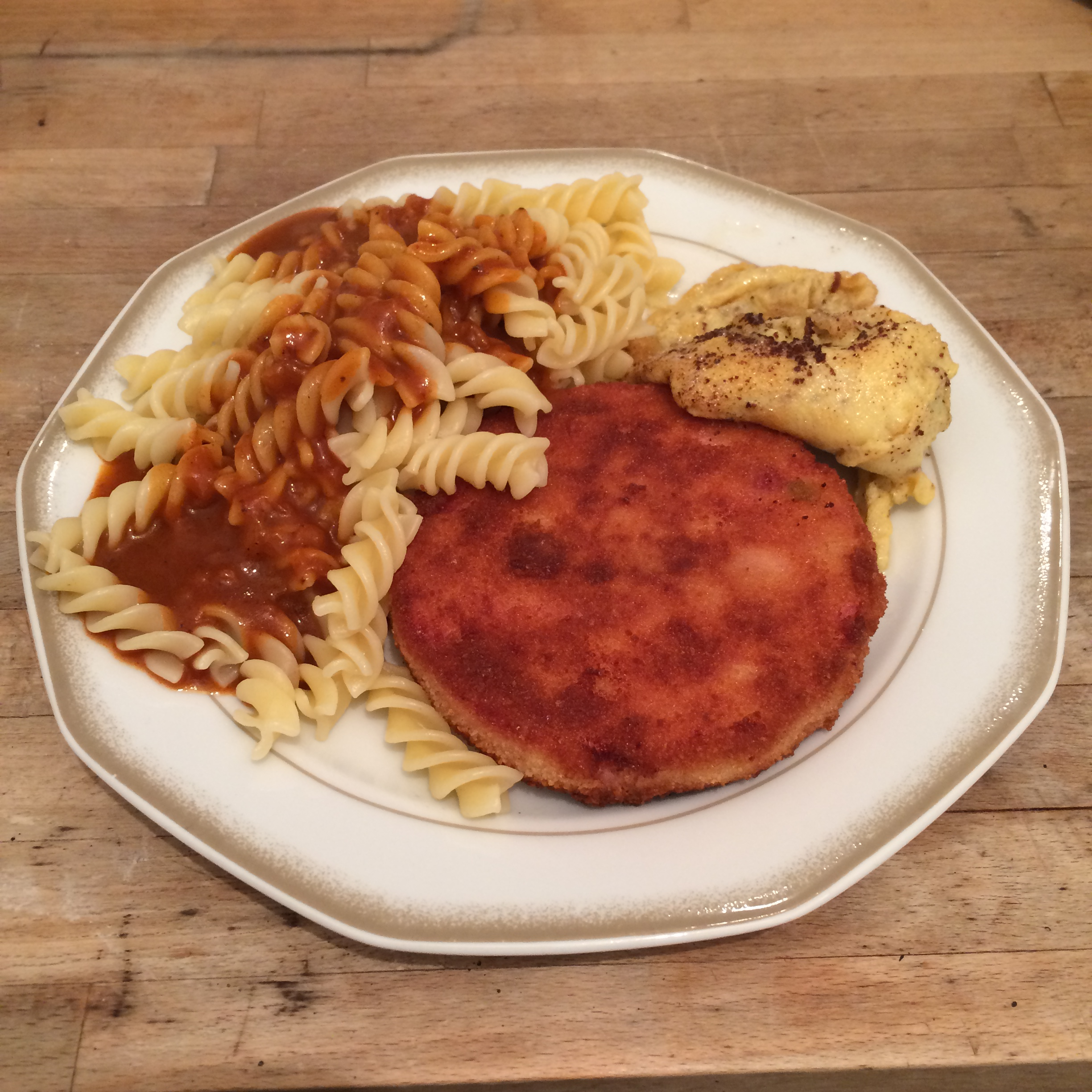
Jägerschnitzel، یک غذای محبوب آلمان شرقی است

در فرهنگ آلمانی، اوستالگی(Ostalgie آلمانی: [ˌʔɔstalˈɡiː] ) نوستالژی‌ای برای جنبه‌های زندگی در آلمان شرقی کمونیستی است. این یک واژه تلفیقی ساخته شده از دو کلمه آلمانی اوست Ost (شرق) و نوستالگی Nostalgie (نوستالژی) است. اصطلاح دیگر برای این پدیده، نوستالژی جمهوری دموکراتیک آلمان (آلمانی: DDR-Nostalgie) است.
این اصطلاح توسط استندآپ کمیک آلمان شرقی Uwe Steimle در سال ۱۹۹۲ ابداع شد. توماس آبه، دانشمند علوم اجتماعی، استدلال می‌کند که اصطلاح «اوستالژی» اغلب به اشتباه به عنوان فقدان تمایل به ادغام، تلاشی برای معکوس کردن اتحاد مجدد آلمان و بازگرداندن جمهوری دموکراتیک آلمان درک می‌شود. با این حال، اوستالژی بیشتر یک استراتژی ادغام است که توسط آلمانی‌های شرقی مورد استفاده قرار می‌گیرد که می‌خواستند تجربه‌ها، خاطرات و ارزش‌های اصلی خود را که با اکثریت آلمان غربی سازگار نیست حفظ کنند.
اوستالژی مانند سایر موارد نوستالژی کمونیستی، انگیزه‌های مختلفی دارد، اعم از ایدئولوژی، ملی‌گرایی، حسرت از دست دادن موقعیت اجتماعی یا ثبات، یا حتی زیبایی‌شناسی یا کنایه.
در سال ۲۰۲۳، یک نظرسنجی نشان داد که در حالی که ۵۲٪ از آلمانی‌های ساکن در آلمان شرقی سابق خود را آلمانی می‌دانند، ۴۰٪ آنها خود را آلمانی شرقی می‌دانند.

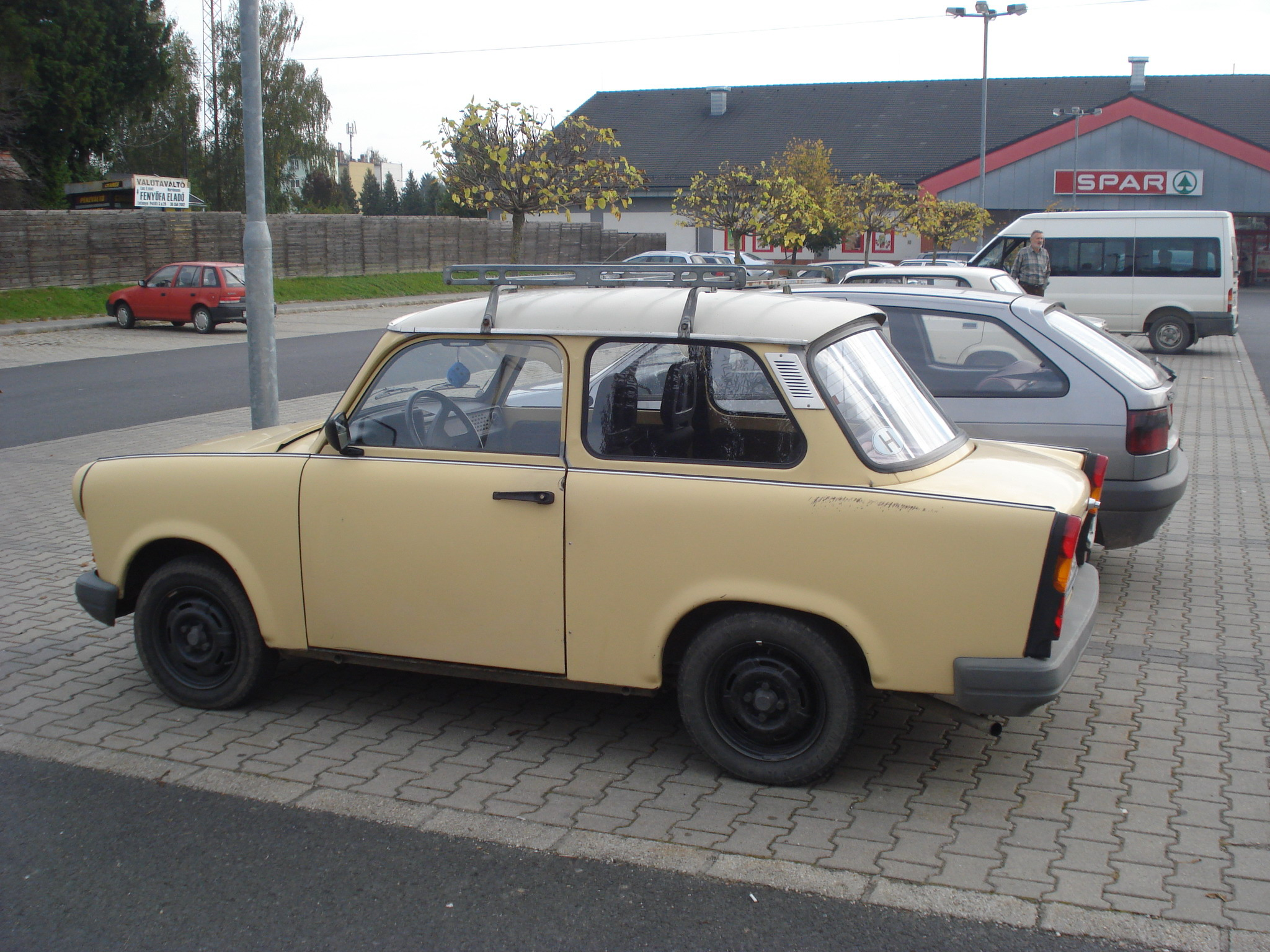
ماشین ترابانت آلمان شرقی در یک پارکینگ در مجارستان، می ۲۰۱۵.